# Liste der Kulturdenkmale im Stadtteil Dobel

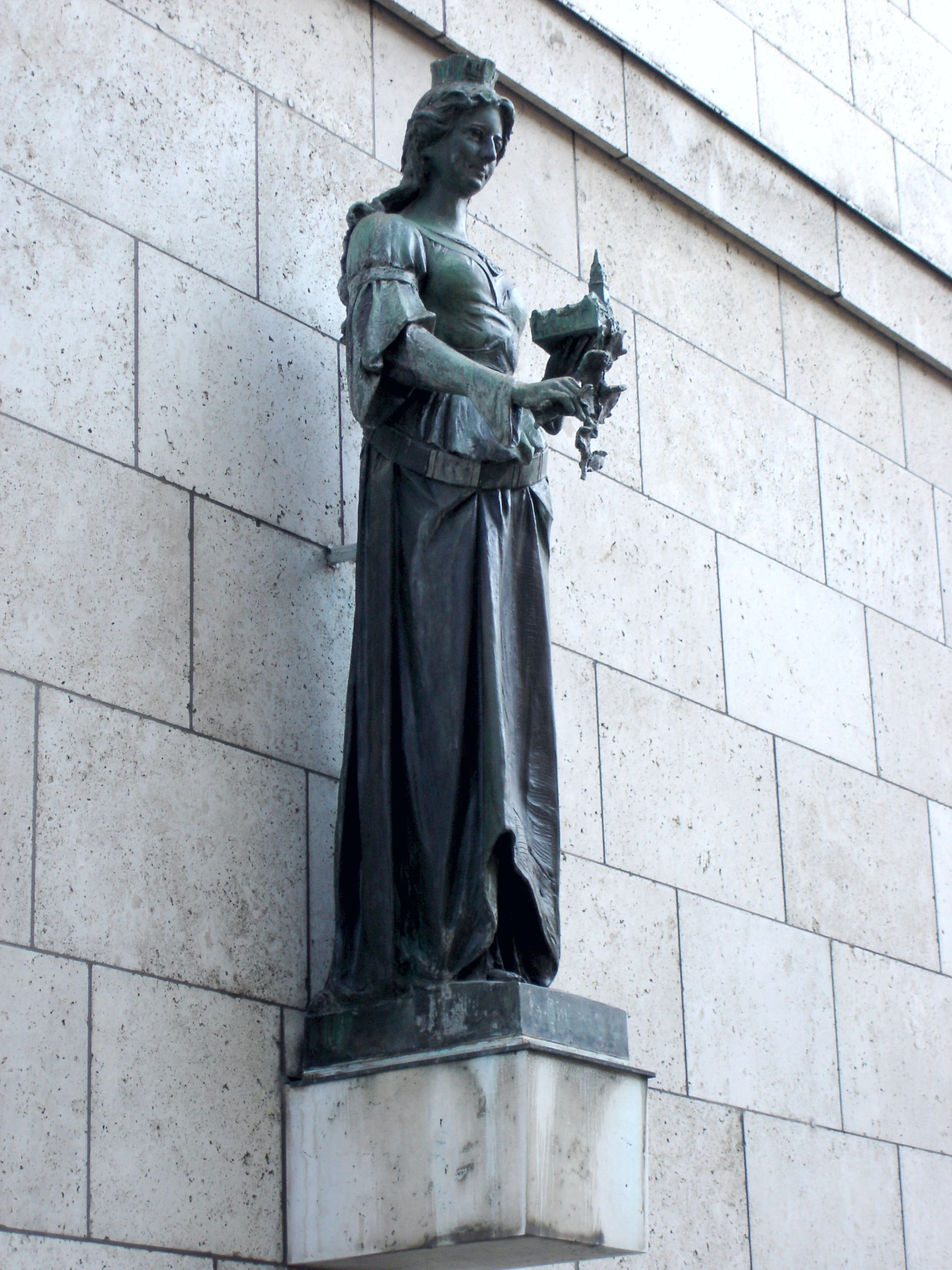
Stuttgardia

In der Liste der Kulturdenkmale im Stadtteil Dobel sind alle unbeweglichen Bau- und Kunstdenkmale im Stuttgarter Stadtteil Dobel aufgeführt, die in der Liste der Kulturdenkmale. Unbewegliche Bau- und Kunstdenkmale der Unteren Denkmalschutzbehörde für diesen Stadtbezirk Stuttgarts verzeichnet sind. Stand dieser Liste ist der 25. April 2008.  Die Liste wurde seitdem reduziert, so dass sich hier auch Objekte finden, die möglicherweise aktuell nicht mehr unter Denkmalschutz stehen.
Diese Liste ist nicht rechtsverbindlich. Eine rechtsverbindliche Auskunft ist lediglich auf Anfrage bei der Unteren Denkmalschutzbehörde der Stadt Stuttgart erhältlich.

## Allgemein
- Bild: Zeigt ein ausgewähltes Bild aus Commons, „Weitere Bilder“ verweist auf die Bilder im Medienarchiv Wikimedia Commons.
- Bezeichnung: Nennt den Namen, die Bezeichnung oder die Art des Kulturdenkmals.
- Lage: Straßenname und Hausnummer oder Flurstücknummer des Kulturdenkmals, gegebenenfalls auch den Ortsteil. Die Grundsortierung der Liste erfolgt nach dieser Adresse. Der Link (Karte) führt zu verschiedenen Kartendiensten mit der Position des Kulturdenkmals. Fehlt dieser Link, wurden die Koordinaten noch nicht eingetragen. Sind diese bekannt, können sie über ein Tool mit einer Kartenansicht einfach nachgetragen werden. In dieser Kartenansicht sind Kulturdenkmale ohne Koordinaten mit einem roten bzw. orangen Marker dargestellt und können durch Verschieben auf die richtige Position in der Karte mit Koordinaten versehen werden. Kulturdenkmale ohne Bild sind an einem blauen bzw. roten Marker erkennbar.
- Datierung: Baubeginn, Fertigstellung, Datum der Erstnennung oder grobe zeitliche Einordnung entsprechend des Eintrags in der zuständigen Denkmaldatenbank (Landesamt für Denkmalpflege Baden-Württemberg).
- Beschreibung: Kurzcharakteristik des Kulturdenkmals.

## Liste der Kulturdenkmale im Stadtteil Dobel
| Bild           | Bezeichnung                                                                                           | Lage                                             | Datierung       | Beschreibung | ID |
| -------------- | --- | ------------------------------------------------ | --------------- | --- | --- |
|                | Mehrfamilienhaus mit Ladenlokal                                                                       | Alexanderstraße 69 (Karte)                       | 1870            | Spätklassizismus, Otto Bayer Geschützt nach § 2 DSchG                                                                                     | |
|                | Doppelmietshaus                                                                                       | Alexanderstraße 77, 79 (Karte)                   | 1897–1898       | Historismus - deutsche Neorenaissance, Gustav Haeberle Geschützt nach § 2 DSchG                                                           | |
| Weitere Bilder | Ehemaliges belgisches Konsulat                                                                        | Alexanderstraße 93 (Karte)                       | 1907            | Jugendstil, Louis-seize-Formen, Richard Zettler, Paul Zettler Geschützt nach § 2 DSchG                                                    | |
| Weitere Bilder | Mietshäuser (Sachgesamtheit)                                                                          | Alexanderstraße 95, 97, 99 (Karte)               | 1903–1905       | Jugendstil, Louis-Seize-Formen, Friedrich Osswald Geschützt nach § 2 DSchG                                                                | |
|                | Doppelmietshaus                                                                                       | Alexanderstraße 101, 103 (Karte)                 | 1902/03         | Neobarock/Louis-seize-Formen, Ludwig Eisenlohr, Carl Weigle Geschützt nach § 2 DSchG                                                      | |
|                | Mietshaus                                                                                             | Alexanderstraße 105 (Karte)                      | 1894            | Historismus, Ludwig Eisenlohr, Carl Weigle Geschützt nach § 2 DSchG                                                                       | |
|                | Mietshaus                                                                                             | Alexanderstraße 107 (Karte)                      | 1903            | Neogotik, Neorenaissance, Eugen Kelle, Wilhelm Zerrweck Geschützt nach § 2 DSchG                                                          | |
|                | Villa mit Garagen- und Teepavillon einschließlich Einfriedung (Sachgesamtheit)                        | Alexanderstraße 115, 115b (Karte)                | 1924, 1928      | Heimatstil, Stuttgarter Schule, Oscar Reck, Blaich Geschützt nach § 2 DSchG                                                               | |
| Weitere Bilder | Mehrfamilienhaus                                                                                      | Alexanderstraße 117 (Karte)                      | 1907            | Neorenaissance, Alfred Seitz Geschützt nach § 2 DSchG                                                                                     | |
|                | Mehrfamilienhaus                                                                                      | Am Reichelenberg 3 (Karte)                       | 1885            | Neorenaissance, Bernhard Schnauz Geschützt nach § 2 DSchG                                                                                 | |
|                | Villa                                                                                                 | Am Reichelenberg 11 (Karte)                      | 1840, 1883–1884 | Klassizismus, Ludwig Friedrich Gaab, Heinrich Eberbach Geschützt nach § 2 DSchG                                                           | |
|                | Mehrfamilienhaus                                                                                      | Danneckerstraße 21 (Karte)                       | 1899            | Historismus, Jugendstil, Karl Hengerer Geschützt nach § 2 DSchG                                                                           | |
|                | Mehrfamilienhaus                                                                                      | Danneckerstraße 22 (Karte)                       | 1899–1900       | Historismus - Neobarock, Karl Hengerer Geschützt nach § 2 DSchG                                                                           | |
|                | Doppelmietshaus                                                                                       | Danneckerstraße 23 A, 23 B (Karte)               | 1896–1897       | Historismus - Neogotik, deutsche Neorenaissance, Ludwig Eisenlohr und Carl Weigle Geschützt nach § 2 DSchG                                | |
|                | Mietshaus                                                                                             | Danneckerstraße 26 (Karte)                       | 1903            | Historismus - Neogotik, Jugendstil, Karl Hengerer Geschützt nach § 2 DSchG                                                                | |
| Weitere Bilder | Doppelmehrfamilienhaus (einschließlich Gittertor) Sachgesamtheit                                      | Danneckerstraße 27 A, 27 B (Karte)               | 1898            | Historismus - deutsche Neorenaissance, Karl Hengerer Geschützt nach § 2 DSchG                                                             | |
|                | Mietshaus mit Ladenlokal und Einfriedung (Sachgesamtheit)                                             | Danneckerstraße 28 (Karte)                       | 1896–1899       | Historismus - Neogotik, deutsche Neorenaissance, Ludwig Eisenlohr und Carl Weigle Geschützt nach § 2 DSchG                                | |
| Weitere Bilder | Doppelmietshaus                                                                                       | Danneckerstraße 29 B, 29 C (Karte)               | 1896            | Historismus - deutsche Neorenaissance, Richard Zettler Geschützt nach § 2 DSchG                                                           | |
|                | Mehrfamilienhaus                                                                                      | Danneckerstraße 30, 30a (Karte)                  | 1903            | Neogotik, deutsche Neorenaissance, Jugendstil, Heinrich J. Keller Geschützt nach § 2 DSchG                                                | |
|                | Mehrfamilienhaus einschließlich Einfriedung (Sachgesamtheit)                                          | Danneckerstraße 32 (Karte)                       | 1894            | Historismus - deutsche Neorenaissance, Neobarock, Karl Hengerer Geschützt nach § 2 DSchG                                                  | |
|                | Mehrfamilienhaus einschließlich Türblatt                                                              | Danneckerstraße 34 (Karte)                       | 1899            | Historismus - Neogotik, deutsche Neorenaissance, Gottlob Schäufelin Geschützt nach § 2 DSchG                                              | |
| Weitere Bilder | Mehrfamilienhäuser einschließlich Gittertoren (Sachgesamtheit)                                        | Danneckerstraße 36, 38, 40, 42 (Karte)           | 1903–1904       | Historismus, Jugendstil, Richard Zettler Geschützt nach § 2 DSchG                                                                         | |
|                | Mehrfamilienhaus (einschließlich Türblatt und Gittertor)                                              | Danneckerstraße 44 (Karte)                       | 1903–1904       | Historismus, deutsche Neorenaissance, Karl Hengerer Geschützt nach § 2 DSchG                                                              | |
|                | Reihe von Einfamilienhäusern (einschließlich Einfriedung) Sachgesamtheit                              | Danneckerstraße 46 A, 46 B, 46 C (Karte)         | 1906–1907       | Historismus - Neobarock, Neoklassizismus (süddeutscher), Karl Hengerer Geschützt nach § 2 DSchG                                           | |
|                | Doppelmietshaus mit Gaststätte                                                                        | Dobelstr. 2, 4 (Karte)                           | 1887            | Historismus - deutsche Neorenaissance, Gottlob Widmann, Werkmeister Geschützt nach § 2 DSchG                                              | |
|                | Mietshäuser mit Ladenlokalen (Sachgesamtheit)                                                         | Dobelstr. 7, Sonnenbergstr. 8 (Karte)            | 1912            | Jugendstil, Neoklassizismus, E. und R. Schleicher Geschützt nach § 2 DSchG                                                                | |
| Weitere Bilder | Ludwig-Hofacker-Kirche                                                                                | Dobelstr. 12 (Karte)                             | 1949–1950       | Notkirchenprogramm, Otto Bartning Geschützt nach § 2 DSchG                                                                                | |
|                | Mietshaus                                                                                             | Dobelstr. 18 (Karte)                             | 1888            | Klassizismus (Spätklassizismus), Albert Schwarz Geschützt nach § 2 DSchG                                                                  | |
|                | Doppelmietshaus                                                                                       | Dobelstr. 20, 22 (Karte)                         | 1889            | Historismus - deutsche Neorenaissance, Ludwig Eisenlohr und Carl Weigle Geschützt nach § 2 DSchG                                          | |
| Weitere Bilder | Mehrfamilienhäuser (Sachgesamtheit)                                                                   | Hohenheimer Str. 5, 7, 9 (Karte)                 | 1872            | Klassizismus (Spätklassizismus), Johann Conrad von Dollinger, Professor Geschützt nach § 2 DSchG                                          | |
| Weitere Bilder | Ehemalige Wilhelms-Realschule                                                                         | Hohenheimer Str. 12 (Karte)                      | 1896            | Historismus - Neobarock (französischer), Emil Mayer, Stadtbaurat Geschützt nach § 2 DSchG                                                 | |
|                | Mietshaus mit ehemaligen Ladenlokalen                                                                 | Hohenheimer Str. 25 (Karte)                      | 1870            | Klassizismus (Spätklassizismus), A. Pfrimer Geschützt nach § 2 DSchG                                                                      | |
|                | Doppelmietshaus                                                                                       | Hohenheimer Str. 33, 35 (Karte)                  | 1873            | Historismus - Neorenaissance, Wilhelm Brenner, Steinhauerwerkmeister Geschützt nach § 2 DSchG                                             | |
|                | Mietshaus                                                                                             | Hohenheimer Str. 36 (Karte)                      | 1874            | Klassizismus (Spätklassizismus), Wilhelm Brenner, Steinhauerwerkmeister Geschützt nach § 2 DSchG                                          | |
|                | Mietshaus mit Stitzenburg-Apotheke                                                                    | Hohenheimer Str. 38 (Karte)                      | 1883, 1901      | Klassizismus (Spätklassizismus), Bernhard Schauz (1883), Albert Bauder (1901) Geschützt nach § 2 DSchG                                    | |
|                | Mietshaus mit Ladenlokal                                                                              | Hohenheimer Str. 41 A (Karte)                    | 1909            | Historismus - Neobarock, Jugendstil, Alfred Seitz Geschützt nach § 2 DSchG                                                                | |
|                | Mietshaus                                                                                             | Hohenheimer Str. 42 (Karte)                      | 1880–1881       | Klassizismus (Spätklassizismus), Carl Menninger Geschützt nach § 2 DSchG                                                                  | |
|                | Mietshaus                                                                                             | Hohenheimer Str. 44 (Karte)                      | 1874            | Klassizismus (Spätklassizismus), A. Pfrimer Geschützt nach § 2 DSchG                                                                      | |
|                | Mietshaus mit Ladenlokal                                                                              | Hohenheimer Str. 47 (Karte)                      | 1903            | Louis-Seize-Formen, Jugendstil (geometrischer), Ludwig Eisenlohr und Carl Weigle Geschützt nach § 2 DSchG                                 | |
|                | Doppelmietshaus mit Ladenlokal                                                                        | Hohenheimer Str. 50 A, 50 B (Karte)              | 1882–1883       | Historismus - deutsche Neorenaissance, Wittmann und Stahl Geschützt nach § 2 DSchG                                                        | |
| Weitere Bilder | Doppelmietshaus mit Ladenlokalen                                                                      | Hohenheimer Str. 52, Wächterstr. 1 (Karte)       | 1896–1897       | Historismus - deutsche Neorenaissance, L. Bollinger und Albert Lorenz, Werkmeister Geschützt nach § 2 DSchG                               | |
|                | Mietshaus                                                                                             | Hohenheimer Str. 54 (Karte)                      | 1895–1896       | Historismus - deutsche Neorenaissance, Karl Maisenbacher Geschützt nach § 2 DSchG                                                         | |
|                | Mietshaus                                                                                             | Hohenheimer Str. 55 (Karte)                      | 1873            | Klassizismus (Spätklassizismus), Jakob Kemmler, Straßenbauinspektor Geschützt nach § 2 DSchG                                              | |
|                | Mietshaus                                                                                             | Hohenheimer Str. 56 (Karte)                      | 1895            | Historismus - deutsche Neorenaissance, Georg Friedrich Bihl und Alfred Woltz Geschützt nach § 2 DSchG                                     | |
|                | Doppelmietshaus                                                                                       | Hohenheimer Str. 58 A, 58 B (Karte)              | 1893            | Historismus - Neorenaissance, Alfred Wild Geschützt nach § 2 DSchG                                                                        | |
|                | Mietshaus                                                                                             | Hohenheimer Str. 59 (Karte)                      | 1872            | Klassizismus (Spätklassizismus), Wilhelm Brenner, Steinhauerwerkmeister Geschützt nach § 2 DSchG                                          | |
|                | Mietshaus                                                                                             | Hohenheimer Str. 61 (Karte)                      | 1872            | Historismus - Neorenaissance, A. Primer Geschützt nach § 2 DSchG                                                                          | |
|                | Mietshaus                                                                                             | Hohenheimer Str. 63 (Karte)                      | 1872            | Klassizismus (Spätklassizismus), Wilhelm Braunwald, Werkmeister Geschützt nach § 2 DSchG                                                  | |
|                | Mietshaus mit ehemaligem Ladenlokal                                                                   | Hohenheimer Str. 64 (Karte)                      | 1873            | Klassizismus (Spätklassizismus), Carl Menninger, Steinhauerwerkmeister Geschützt nach § 2 DSchG                                           | |
|                | Mietshaus                                                                                             | Hohenheimer Str. 65 (Karte)                      | 1873            | Klassizismus (Spätklassizismus), Gustav Kalenberg, Bautechniker Geschützt nach § 2 DSchG                                                  | |
|                | Mietshäuser (Sachgesamtheit)                                                                          | Hohenheimer Str. 66, 68 (Karte)                  | 1872            | Klassizismus (Spätklassizismus), Carl Menninger, Steinhauerwerkmeister Geschützt nach § 2 DSchG                                           | |
|                | Mehrfamilienhaus mit Architektenatelier und Ladenlokal                                                | Hohenheimer Str. 67 (Karte)                      | 1897–1898       | Historismus - deutsche Neorenaissance, Neoromanik, Richard Zettler Geschützt nach § 2 DSchG                                               | |
|                | Mietshaus                                                                                             | Hohenheimer Str. 69 (Karte)                      | 1898            | Historismus - deutsche Neorenaissance, Neobarock, Alfred Wild Geschützt nach § 2 DSchG                                                    | |
|                | Mietshauskomplex                                                                                      | Hohenheimer Str. 71 A, 71 B, 73 (Karte)          | 1897–1898       | Historismus - Neorenaissance, Neobarock, Richard Zettler Geschützt nach § 2 DSchG                                                         | |
|                | Mietshaus                                                                                             | Hohenheimer Str. 81 (Karte)                      | 1889            | Historismus - Neorenaissance, Emil Geißler und Carl Ulmer, Werkmeister Geschützt nach § 2 DSchG                                           | |
|                | Mietshaus                                                                                             | Hohenheimer Str. 83 (Karte)                      | 1890            | Historismus - Neobarock, Ludwig Eisenlohr und Carl Weigle Geschützt nach § 2 DSchG                                                        | |
|                | Doppelmietshaus                                                                                       | Hohenheimer Str. 85, 87 (Karte)                  | 1890–1891       | Historismus - deutsche Neorenaissance, Georg Friedrich Bihl und Alfred Woltz Geschützt nach § 2 DSchG                                     | |
|                | Villa (mit Einfriedung) Sachgesamtheit                                                                | Hohenheimer Str. 93 (Karte)                      | 1891–1892       | Historismus - deutsche Neorenaissance, Ludwig Eisenlohr und Carl Weigle Geschützt nach § 2 DSchG                                          | |
|                | Inschriftstein                                                                                        | Mohlstr. 1 (Karte)                               | 1740            | Barock Geschützt nach § 2 DSchG | |
|                | Villa                                                                                                 | Mohlstr. 7 (Karte)                               | 1904            | Heimatstil, Albert Schiller Geschützt nach § 2 DSchG                                                                                      | |
|                | Mietshaus                                                                                             | Nagelstr. 2 (Karte)                              | 1902            | Historismus - Neogotik, deutsche Neorenaissance, Heinrich Jakob Keller Geschützt nach § 2 DSchG                                           | |
| Weitere Bilder | Mehrfamilienhaus                                                                                      | Nagelstr. 4 (Karte)                              | 1887            | Spätklassizismus, ital./franz. Neorenaissance, Bernhard Schauz Geschützt nach § 2 DSchG                                                   | |
|                | Ehemalige Villa Leins                                                                                 | Pfizerstr. 2 B (Karte)                           | 1882, 1887      | Klassizismus (Spätklassizismus), ital. Landhausstil, Christian Friedrich von Leins, Oberbaurat Geschützt nach § 2 DSchG                   | BW |
|                | Villa Scheufelen nebst Garagen und Bedienstetenwohnhaus (Sachgesamtheit)                              | Pfizerstr. 2 E, 2 F, Stafflenbergstr. 51 (Karte) | 1936            | Heimatstil, Stuttgarter Schule 1920–1945, Kurt Dübbers (Paul Bonatz war an der vorbereitenden Planung beteiligt) Geschützt nach § 2 DSchG | [[Vorlage:Bilderwunsch/code!/C:48.773656,9.190101!/D:Villa Scheufelen nebst Garagen und Bedienstetenwohnhaus (Sachgesamtheit)!/\|BW]] |
| Weitere Bilder | Mehrfamilienhaus (einschließlich Einfriedung) Sachgesamtheit                                          | Sonnenbergstr. 3 (Karte)                         | 1899            | Historismus - deutsche Neorenaissance, A. Lorker, Bauführer (?) Geschützt nach § 2 DSchG                                                  | |
|                | Mehrfamilienhaus                                                                                      | Sonnenbergstr. 5 A (Karte)                       | 1899–1900       | Historismus - deutsche Neorenaissance, Ernst Friz Geschützt nach § 2 DSchG                                                                | BW |
|                | Mehrfamilienhäuser (einschließlich Einfriedung und Türblätter) Sachgesamtheit                         | Sonnenbergstr. 5 B, 7 (Karte)                    | 1899–1900       | Historismus - Neobarock, deutsche Neorenaissance, Wilhelm Mack Geschützt nach § 2 DSchG                                                   | |
| Weitere Bilder | Mehrfamilienhäuser (einschließlich Einfriedung und Türblätter) Sachgesamtheit                         | Sonnenbergstr. 7 (Karte)                         | 1899–1900       | Historismus - Neobarock, deutsche Neorenaissance, Wilhelm Mack Geschützt nach § 2 DSchG                                                   | |
| Weitere Bilder | Reihenmietshäuser „Villenkolonie Unterer Sonnenberg“ (Sachgesamtheit)                                 | Sonnenbergstr. 6 A bis 6 F (Karte)               | 1925            | Heimatstil, Expressionismus, Wilhelm Ritter von Graf Geschützt nach § 2 DSchG                                                             | |
|                | Mietshäuser mit Ladenlokalen (Teil der SG „Mietshäuser mit Ladenlokalen“)                             | Sonnenbergstr. 8 (Karte)                         |                 | Geschützt nach § 2 DSchG | |
|                | Mietshaus                                                                                             | Sonnenbergstr. 10 (Karte)                        | 1891            | Historismus - Neorenaissance, Heinrich Storz Geschützt nach § 2 DSchG                                                                     | |
|                | Mietshaus                                                                                             | Sonnenbergstr. 12 (Karte)                        | 1893            | Historismus - Neorenaissance, August Mayer und G. Heim Geschützt nach § 2 DSchG                                                           | |
|                | Mietshaus                                                                                             | Sonnenbergstr. 13 (Karte)                        | 1889            | Historismus - Neorenaissance, Wilhelm Mack Geschützt nach § 2 DSchG                                                                       | |
|                | Doppelmietshaus einschließlich Einfriedung (Sachgesamtheit)                                           | Sonnenbergstr. 14, 16, 16/1 (Karte)              | 1893            | Historismus - deutsche Neorenaissance, Heinrich Storz, Werkmeister Geschützt nach § 2 DSchG                                               | |
|                | Mietshaus                                                                                             | Sonnenbergstr. 15 (Karte)                        | 1899            | Historismus - Neogotik, deutsche Neorenaissance, Albert Schiller Geschützt nach § 2 DSchG                                                 | |
|                | Mehrfamilienhaus einschließlich Einfriedung (Sachgesamtheit)                                          | Sonnenbergstr. 17 (Karte)                        | 1896            | Historismus, Albert Schiller Geschützt nach § 2 DSchG                                                                                     | |
| Weitere Bilder | Mehrfamilienhäuser einschließlich Einfriedung (Sachgesamtheit)                                        | Sonnenbergstr. 18, 20, 22 (Karte)                | 1895–1897       | Historismus, Carl Heim und Heinz Sipple Geschützt nach § 2 DSchG                                                                          | |
| Weitere Bilder | Mehrfamilienhaus                                                                                      | Sonnenbergstr. 19 (Karte)                        | 1897            | Historismus - Neogotik, deutsche Neorenaissance, Albert Pantle, Bauinspektor Geschützt nach § 2 DSchG                                     | |
|                | Mehrfamilienhaus                                                                                      | Sonnenbergstr. 21 (Karte)                        | 1897            | Historismus - deutsche Neorenaissance, Albert Schiller Geschützt nach § 2 DSchG                                                           | |
|                | Mehrfamilienhaus (einschließlich Einfriedung, Türblatt und Verdachung) Sachgesamtheit                 | Sonnenbergstr. 23 (Karte)                        | 1895            | Historismus - deutsche Neorenaissance, Burgenstil, Albert Schiller Geschützt nach § 2 DSchG                                               | |
| Weitere Bilder | Villen (Sachgesamtheit)                                                                               | Sonnenbergstr. 24 (Karte)                        | 1900–1901       | Historismus - Neorenaissance, Jugendstil, Hummel und Förstner Geschützt nach § 2 DSchG                                                    | |
|                | Mehrfamilienhaus (einschließlich Einfriedung, Türblatt und originale Innenausstattung) Sachgesamtheit | Sonnenbergstr. 25 (Karte)                        | 1895            | Historismus - deutsche Neorenaissance, Albert Schiller Geschützt nach § 2 DSchG                                                           | |
|                | Mehrfamilienhaus (einschließlich Einfriedung, Portalverdachung und Balkongitter) Sachgesamtheit       | Sonnenbergstr. 27 (Karte)                        | 1895            | Historismus - deutsche Neorenaissance, Albert Schiller Geschützt nach § 2 DSchG                                                           | |
|                | Mehrfamilienhaus (einschließlich Einfriedung und Türblatt) Sachgesamtheit                             | Sonnenbergstr. 29 (Karte)                        | 1895            | Historismus - deutsche Neorenaissance, Schweizerhaus, Albert Schiller Geschützt nach § 2 DSchG                                            | |
|                | Mehrfamilienhaus                                                                                      | Stafflenbergstr. 2 (Karte)                       | 1911            | Neoklassizismus, Hummel und Förstner Geschützt nach § 2 DSchG                                                                             | |
|                | Mehrfamilienhaus (einschließlich Gittertor) Sachgesamtheit                                            | Stafflenbergstr. 16 (Karte)                      | 1910            | Neoklassizismus, Eitel und Steigleder Geschützt nach § 2 DSchG                                                                            | |
|                | Doppel-Mehrfamilienhaus (einschließlich Einfriedung) Sachgesamtheit                                   | Stafflenbergstr. 18, 20 (Karte)                  | 1900            | Historismus - Neobarock, Jugendstil, Hummel und Förstner Geschützt nach § 2 DSchG                                                         | |
|                | Mehrfamilienhaus                                                                                      | Stafflenbergstr. 22 (Karte)                      | 1906–1907       | Historismus - Neobarock, Jugendstil, Kappler und Beckmann Geschützt nach § 2 DSchG                                                        | |
|                | Mehrfamilienhaus (einschließlich Einfriedung) Sachgesamtheit                                          | Stafflenbergstr. 24, 24a (Karte)                 | 1902–1903       | Historismus - Neobarock, Jugendstil, Hummel und Förstner Geschützt nach § 2 DSchG                                                         | |
|                | Mehrfamilienhaus (einschließlich Einfriedung) Sachgesamtheit                                          | Stafflenbergstr. 26 (Karte)                      | 1902–1903       | Historismus - Neobarock, Jugendstil, Hummel und Förstner Geschützt nach § 2 DSchG                                                         | |
| Weitere Bilder | Mehrfamilienhaus (einschließlich Einfriedung) Sachgesamtheit                                          | Stafflenbergstr. 34 (Karte)                      | 1902            | Historismus - deutsche Neorenaissance, Heimatstil, Schmohl und Staehelin Geschützt nach § 2 DSchG                                         | |
|                | Villa Malabar (einschließlich Ummauerung) Sachgesamtheit                                              | Stafflenbergstr. 36 (Karte)                      | 1906            | Historismus - Neorbarock, Neoklassizismus, Schmohl und Staehelin Geschützt nach § 2 DSchG                                                 | |
| Weitere Bilder | Mehrfamilienhaus, bezeichnet mit „Belvedere“                                                          | Stafflenbergstr. 38 (Karte)                      | 1903            | Historismus - Neorbarock, Louis-Seize-Formen, Schmohl und Staehelin Geschützt nach § 2 DSchG                                              | |
| Weitere Bilder | Mehrfamilienhaus (einschließlich Einfriedung) Sachgesamtheit                                          | Stafflenbergstr. 44 (Karte)                      | 1909            | Neoklassizismus, Albert Schieber Geschützt nach § 2 DSchG                                                                                 | |
|                | Doppelmietshaus                                                                                       | Stitzenburgstr. 5 A, 5 B (Karte)                 | 1892–1894       | Historismus - Neogotik, deutsche Neorenaissance, Sipple Geschützt nach § 2 DSchG                                                          | |
|                | Doppelmietshaus                                                                                       | Stitzenburgstr. 7, 9 (Karte)                     | 1887            | Historismus - Neorenaissance, Wittmann und Stahl Geschützt nach § 2 DSchG                                                                 | |
| Weitere Bilder | Mietshaus                                                                                             | Stitzenburgstr. 8 (Karte)                        | 1899            | Historismus - Neorenaissance, Neobarock, Karl Hengerer Geschützt nach § 2 DSchG                                                           | |
|                | Sünderstein mit Inschrift (Teil der SG Sünderstaffel, Diemershalde)                                   | Sünderstaffel (Karte)                            | 1564            | Geschützt nach § 2 DSchG | [[Vorlage:Bilderwunsch/code!/C:48.774171,9.190868!/D:Sünderstein mit Inschrift (Teil der SG Sünderstaffel, Diemershalde)!/\|BW]]      |
|                | Mietshaus                                                                                             | Stitzenburgstr. 11 (Karte)                       | 1885            | Historismus - Neorenaissance, Wittmann und Stahl Geschützt nach § 2 DSchG                                                                 | |
| Weitere Bilder | Doppelmietshaus mit Sitz der Stitzenburg-Gesellschaft                                                 | Stitzenburgstr. 14, 16 (Karte)                   | 1893–1895       | Historismus - Neobarock, Carl Heim und Heinz Sipple Geschützt nach § 2 DSchG                                                              | |
|                | Doppelmietshaus                                                                                       | Stitzenburgstr. 15, 17 (Karte)                   | 1882            | Historismus - Neorenaissance, Carl Menninger, Werkmeister Geschützt nach § 2 DSchG                                                        | |
|                | Mietshaus                                                                                             | Stitzenburgstr. 18 (Karte)                       | 1894            | Historismus - Neorenaissance, Alexius Lehenherr und Aaron Landauer, Werkmeister Geschützt nach § 2 DSchG                                  | |
| Weitere Bilder | Doppelmietshaus (einschließlich Gittertore) Sachgesamtheit                                            | Stitzenburgstr. 20, 22 (Karte)                   | 1896            | Historismus - Neogotik, deutsche Neorenaissance, Richard Zettler Geschützt nach § 2 DSchG                                                 | |
| Weitere Bilder | Mietshaus mit Ladenlokal                                                                              | Wächterstr. 9 (Karte)                            | 1896            | Historismus - Neorenaissance, Gustav Häberle, Werkmeister Geschützt nach § 2 DSchG                                                        | |
|                | Mietshaus                                                                                             | Wächterstr. 10 (Karte)                           | 1895            | Historismus - Neorenaissance, Alexius Lehenherr und Aaron Landauer, Werkmeister Geschützt nach § 2 DSchG                                  | |